# تپه زوی کلک
تپه زوی کلک مربوط به دوره پارت - دوره ساسانی است و در شهرستان تکاب، بخش مرکزی، دهستان انصار، روستای تاشه کبود واقع شده است. این اثر در تاریخ ۳۰ دی ۱۳۸۵ با شمارهٔ ثبت ۱۶۷۶۲ به عنوان یکی از آثار ملی ایران به ثبت رسیده است.